# Antepione ochreata
Antepione ochreata là một loài bướm đêm trong họ Geometridae.